# 南浦站 (釜山廣域市)
南浦站（：／ Nampo yeok */?）是釜山地鐵1號線沿線的一座地下車站，位於大韓民國釜山廣域市中區南浦洞、中央洞和東光洞的交界處，韓語副站名為「海東醫院」（해동병원）。

## 車站結構
站體為2面2線曲線式設計側式月台的地下車站，候車月台設有月台幕門，並有8處出口。1、3-6號出口位於南浦洞，7號出口位於東光洞，8、10號出口則位於中央洞。

### 月台配置
| 札嘎其 ↑ |
| \| 上    |
| ↓ 中央   |

| 月台 | 路線               | 目的地                 |
| ---- | ------------------ | ---------------------- |
| 上行 | ●釜山都市铁道1号线 | 多大浦海水浴場方向     |
| 下行 | ●釜山都市铁道1号线 | 釜山站、西面、老圃方向 |

## 歷史
- 1988年5月19日：南浦洞站落成啟用。
- 2010年2月24日：改名為現在名稱。

## 車站周邊
- 樂天百貨光復店
- 龍頭山公園
- 釜山塔
- 釜山樂天塔
- BIFF廣場
- 影島大橋（朝鲜语：영도대교）
- 國際市場（朝鲜语：국제시장）
- 南浦洞文化時尚街

## 圖片

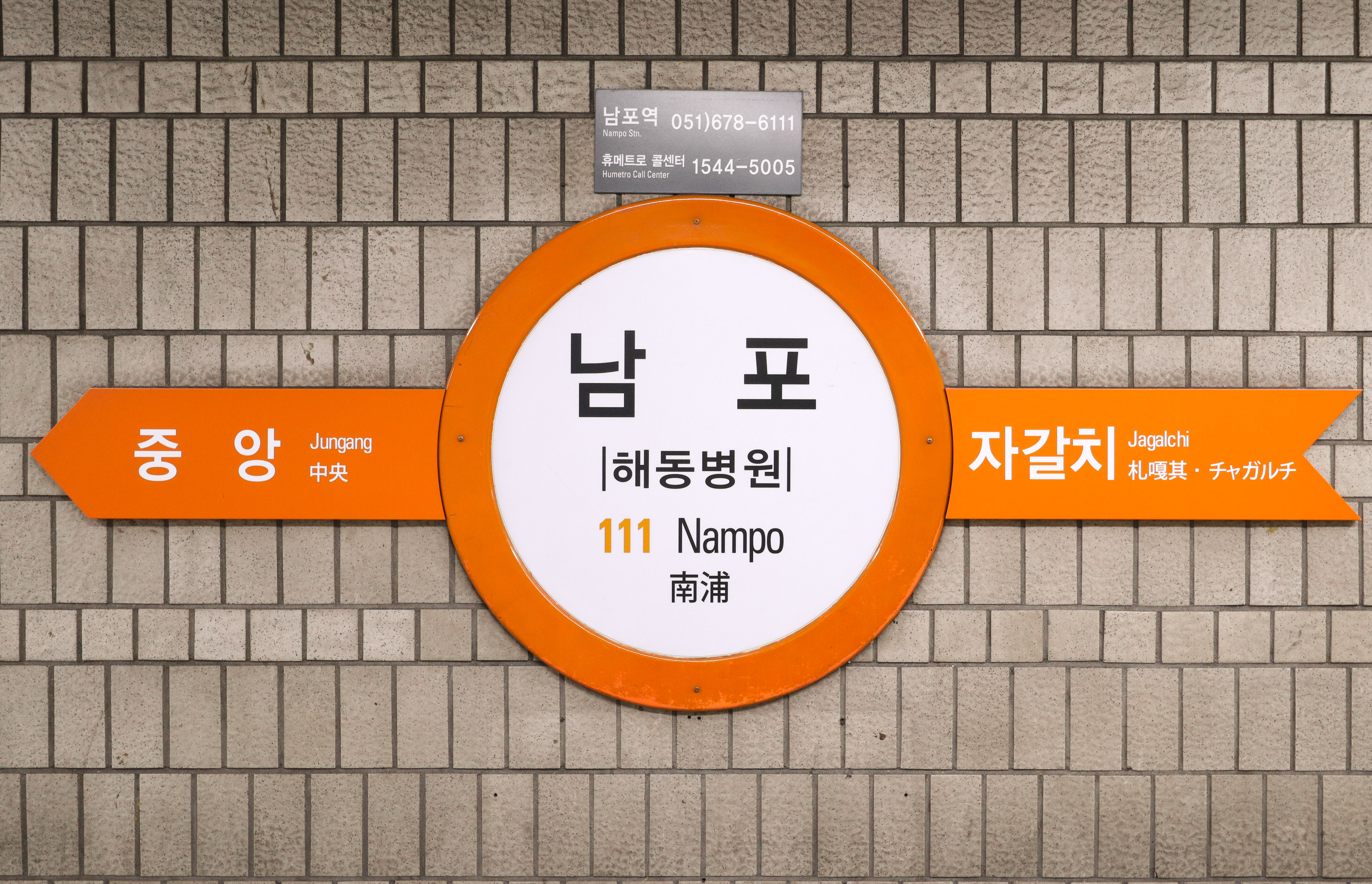
站名牌
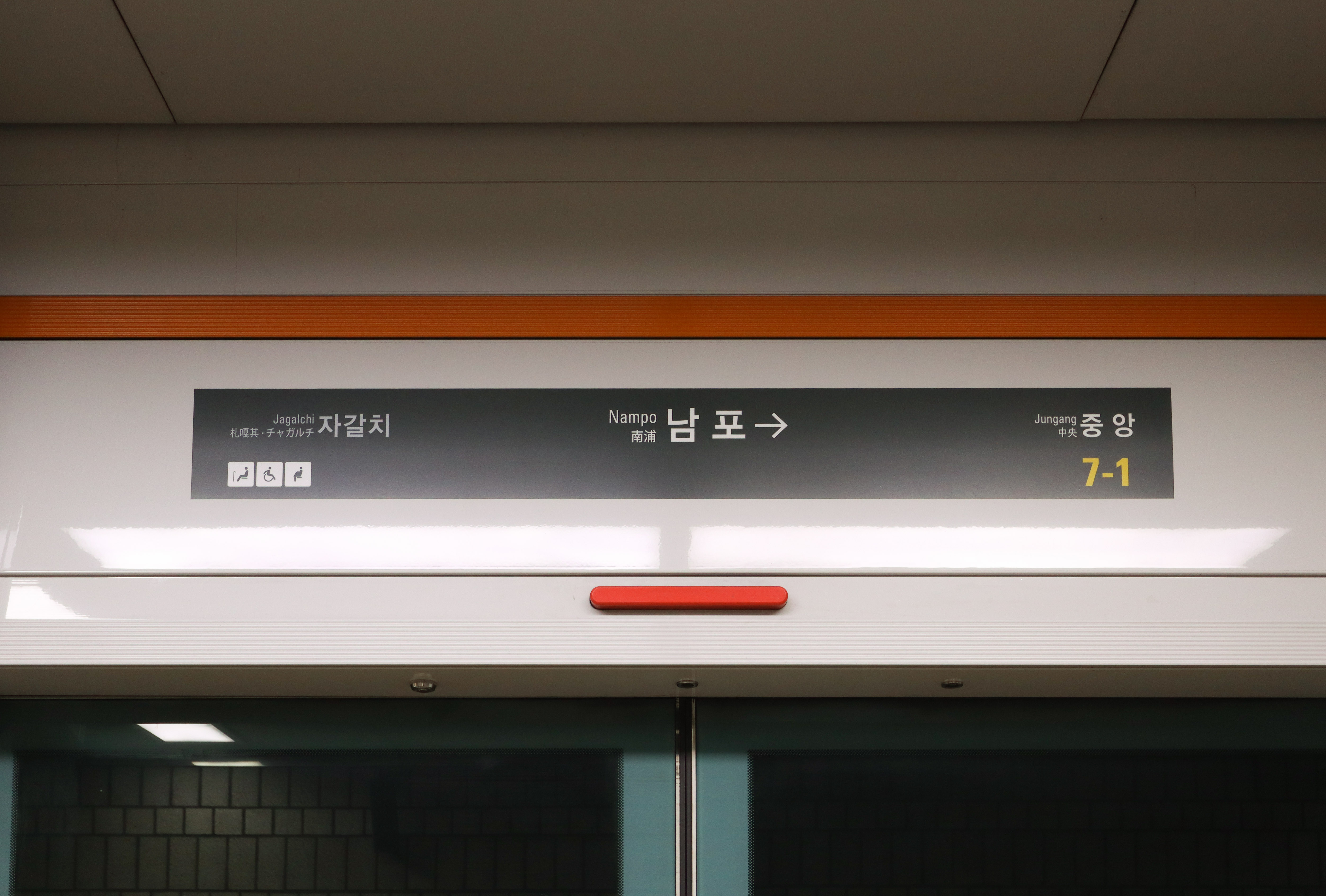
月台門資訊板
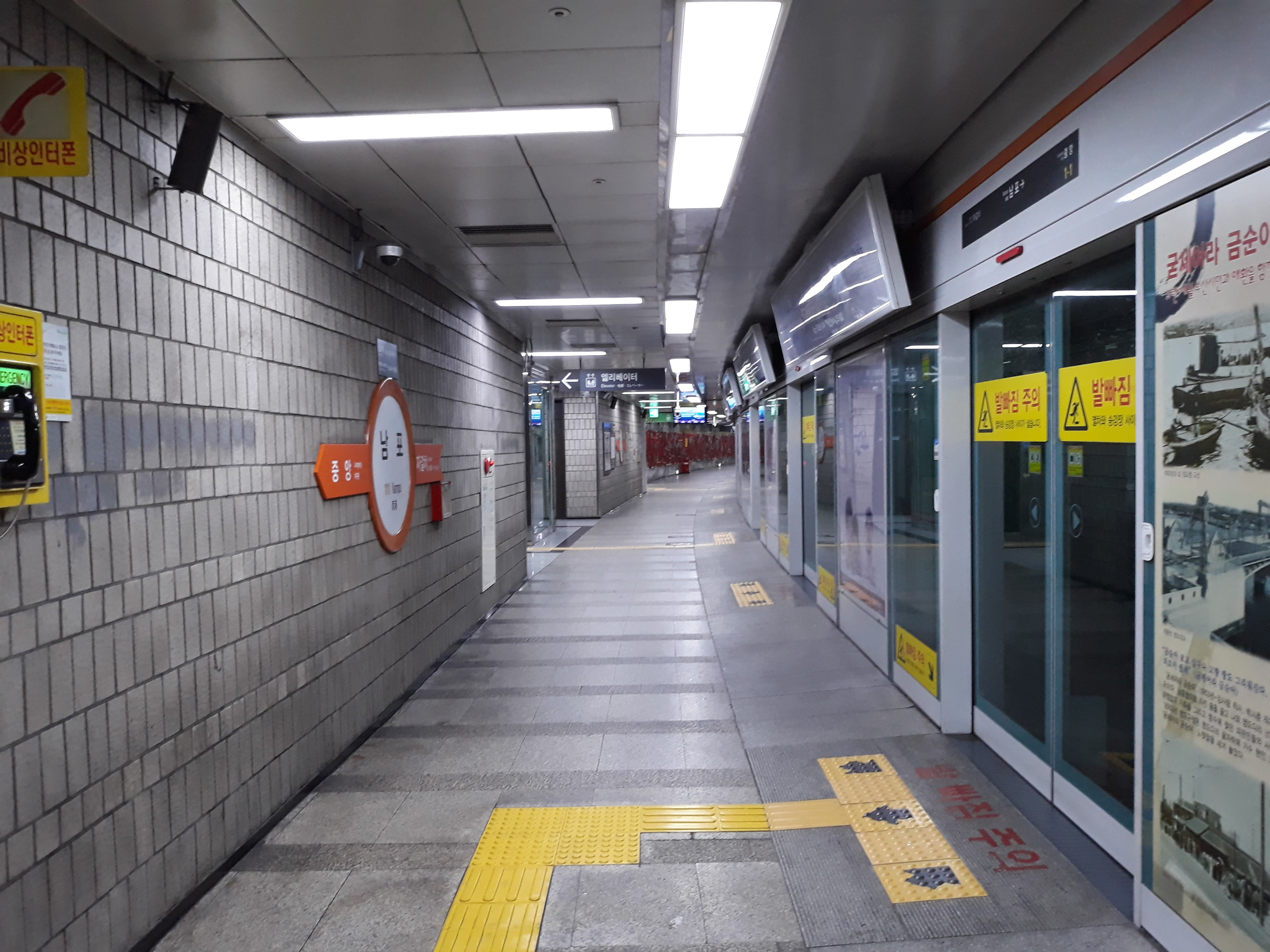
候車月台
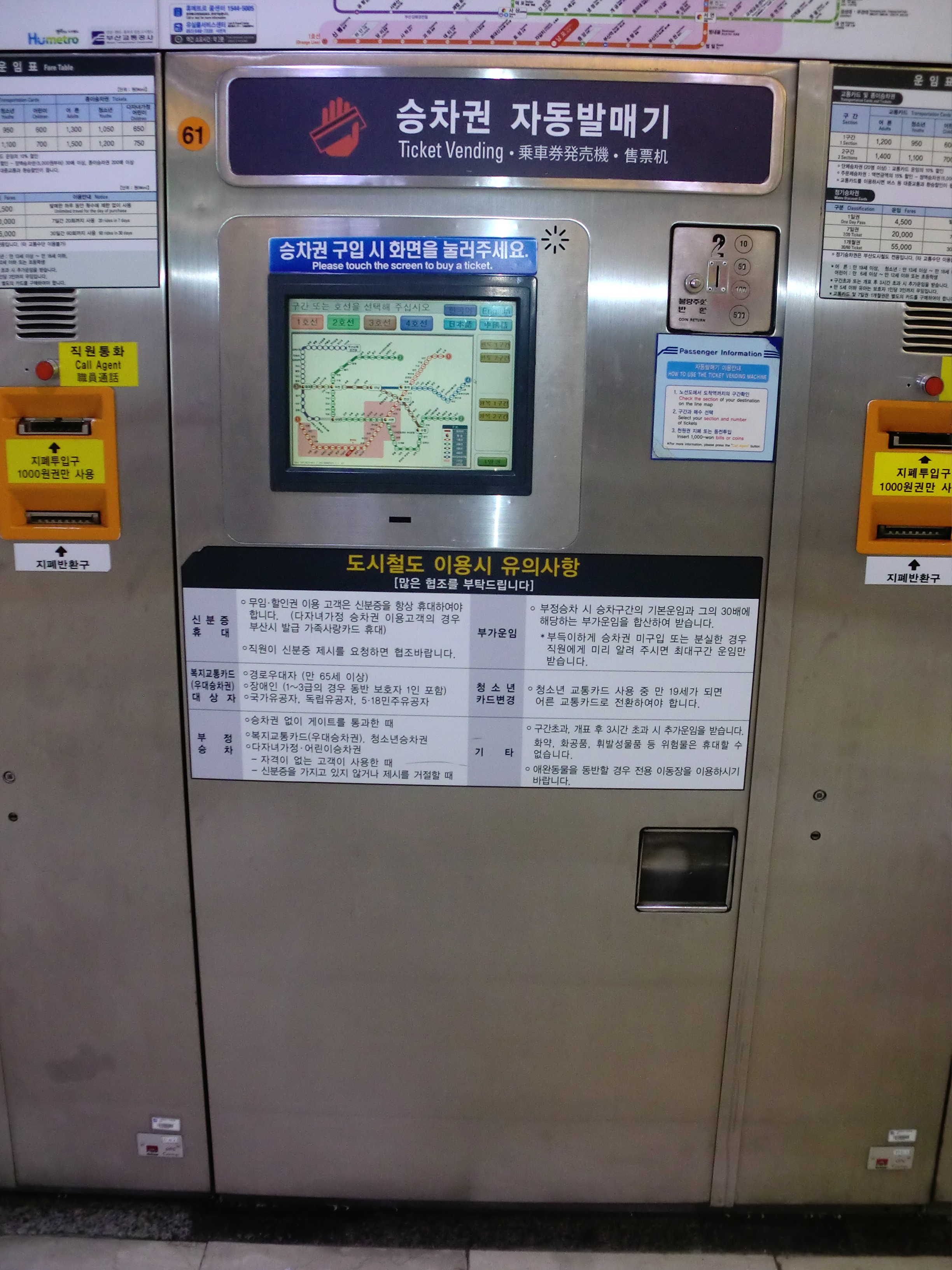
自動售票機
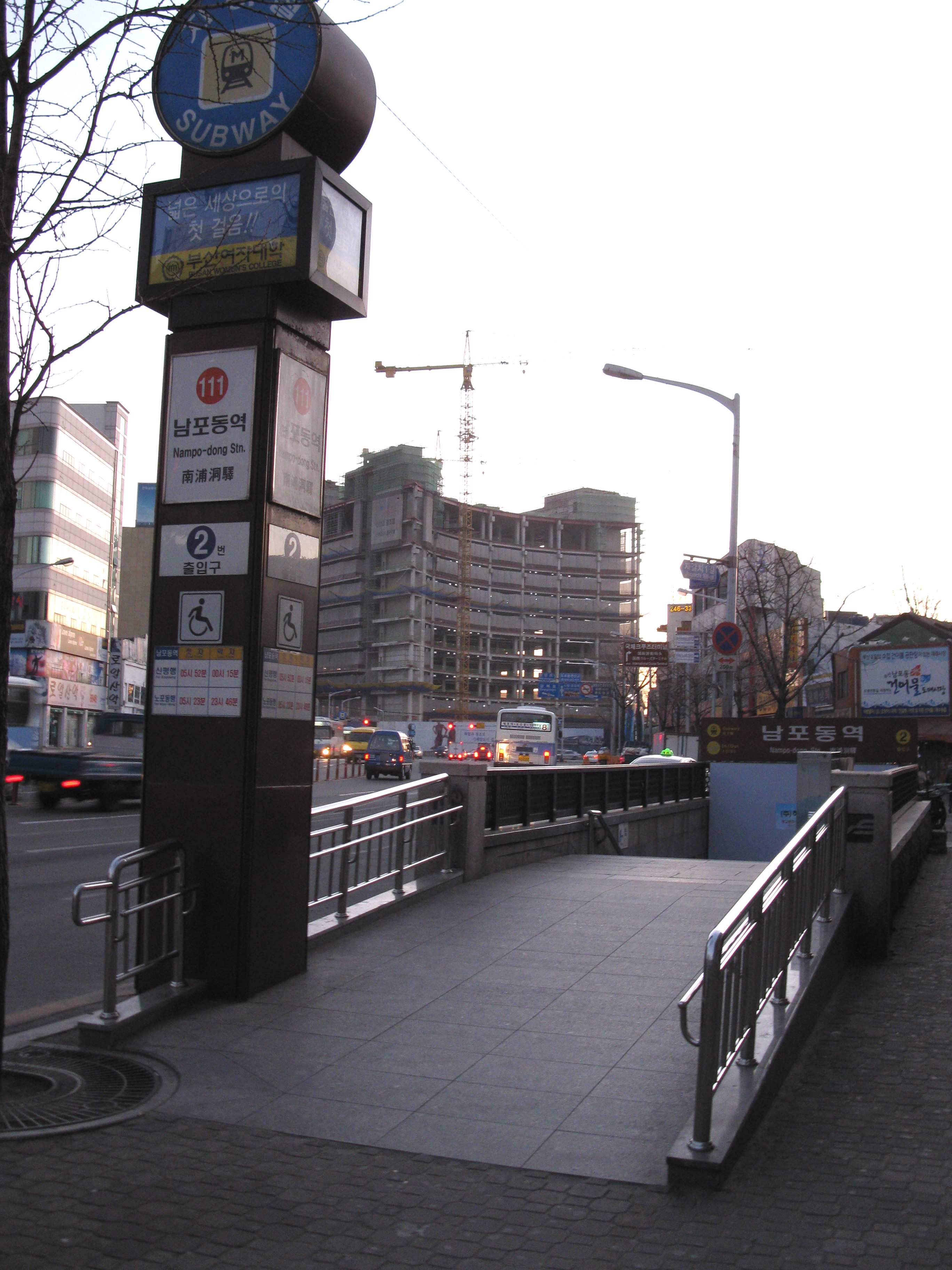
2號出口

## 相鄰車站
釜山交通公社
●釜山都市铁道1号线
札嘎其（110）－南浦（111）－中央（112）